# 9207 Petersmith
A 9207 Petersmith (ideiglenes jelöléssel 1994 SF12) a Naprendszer kisbolygóövében található aszteroida. A Spacewatch program keretében fedezték fel 1994. szeptember 29-én.